# Xường xám

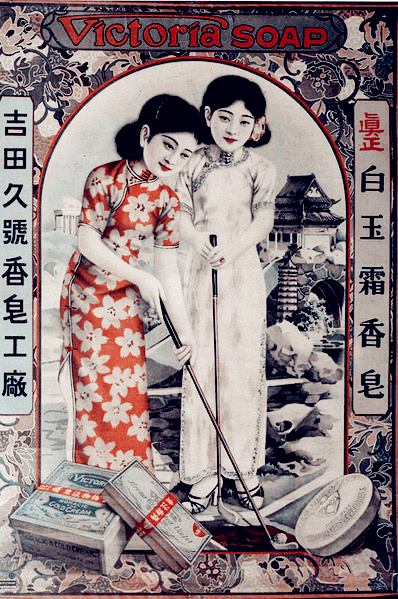
Hình quảng cáo với hai cô gái Thượng Hải mặc áo Xường Xám khoảng thập niên 1930

Xường xám hay sườn xám là các tên gọi khác nhau trong tiếng Việt của một loại trang phục truyền thống Trung Quốc. Hay thấy ở vùng Thượng Hải (Thượng Hải trường bì bào). Tên gọi Việt hóa là theo cách phát âm trong tiếng Quảng Đông của khái niệm trường sam (chữ Hán: 長衫, nghĩa là áo dài khác với áo dài Việt Nam).

## Tên gọi
Theo nghĩa cổ xường xám là lớp vải choàng bên ngoài của người Mãn hay lớp vải choàng của nữ giới. Nhưng cách hiểu này là do phỏng đoán, hoàn toàn không có cơ sở. Trong sách Biển Từ dịch văn đã viết, đây là "loại trang phục mà các thiếu nữ thời Mãn Thanh bắt buộc phải mặc, vạt áo không xẻ, ống tay dài từ 3 phân đến 1 thước (đơn vị đo cổ Trung Quốc). Thân áo thêu chỉ. Sau đó có thay đổi chút ít và thiếu nữ dân tộc Hán bắt đầu mặc phổ biến hơn". Trong tiếng Trung qi (旗, kỳ) là từ chỉ người Mãn Châu, pao (袍, bào) chỉ áo mặc ngoài dài tới gót chân, như vậy qipao là từ chỉ áo của người Mãn, dài tới gót chân.
Chưa thấy có quy định cụ thể nào về cách viết tên gọi của trang phục này bằng tiếng Việt, vì thế cách viết sườn/sường hoặc xường/xườn hoặc xám/sám là chưa rõ ràng. Tuy nhiên, kiểu viết xường xám và sườn xám trên Internet, tra cứu theo kết quả tìm kiếm của Google tại thời điểm ngày 14 tháng 2 năm 2009, chiếm đa số. Chiếu theo cách phiên âm Việt ngữ từ tiếng Quảng Đông thì cách đúng nhất cũng là Xường xám.
Tiếng Trung gọi loại áo này là Qipao (旗袍: kỳ bào), còn trong tiếng Anh được dịch ra rất đa dạng với: Chinese dress, China dress, Qi pao, Mandarin Dress, Chipau, Cheongsam… trong đó người ta biết đến với tên gọi "Qipao" là nhiều nhất.

## Lịch sử
Đây là trang phục bắt buộc cho thiếu nữ triều đình nhà Thanh của Trung Quốc. Vua Nỗ Nhĩ Cáp Xích sau khi thống nhất các quận phủ đã thúc đẩy chế độ bát tộc. Dân tộc Mãn được gọi là "người Kì", trang phục của họ được gọi là kì trang hay xường xám dành cho cả nam và nữ. Đó là kiểu cổ cao tròn, ống tay hẹp, mặt phải áo vê chỉ chặt, bốn mặt vạt áo đều xẻ, có khuy chặn, thắt đai lưng, bề mặt chất liệu dùng nhiều loại da thuộc. Năm 1644, do sự cọ xát, giao lưu văn hóa 2 dân tộc Hán-Mãn của Trung Quốc giữa nông nghiệp cày cấy và tự do săn bắn ban đầu nên áo cũng có một chút thay đổi. Cách tân từ cổ tròn thành cổ cao hơn một thước, bốn vạt xẻ tà thành hai mặt xẻ tà hoặc không xẻ, ống tay hẹp đổi thành tay loe, đầu ống tay áo thêu thêm hoa ngũ sắc hay chỉ nhiều màu. Thợ thiết kế ngày càng khéo léo, đã chuyển sang dùng chất liệu bông là chủ yếu, tơ lụa cũng bắt đầu thịnh hành. Nhưng thời kì này, cách gọi tương đối là xường xám vẫn còn rộng, nên để nó thuộc về phạm trù trang phục cổ, so với ngày nay vẫn còn khoảng cách rất xa.
Từ những năm đầu thế kỉ hai mươi, do sự kết hợp giữa chiếc áo triều Mãn với chiếc áo trẻ sơ sinh Tây Phương nên mới có kiểu áo: mặt phải may sát chỉ, cổ dựng, túi tròn, hai bên vạt áo xẻ, dùng khổ đơn, ôm sát thân, tay áo có thể liền hoặc rời thân. Sang những năm ba mươi bốn mươi đầu thế kỉ, sự thay đổi của chiếc áo đã đạt đến mức đỉnh cao.

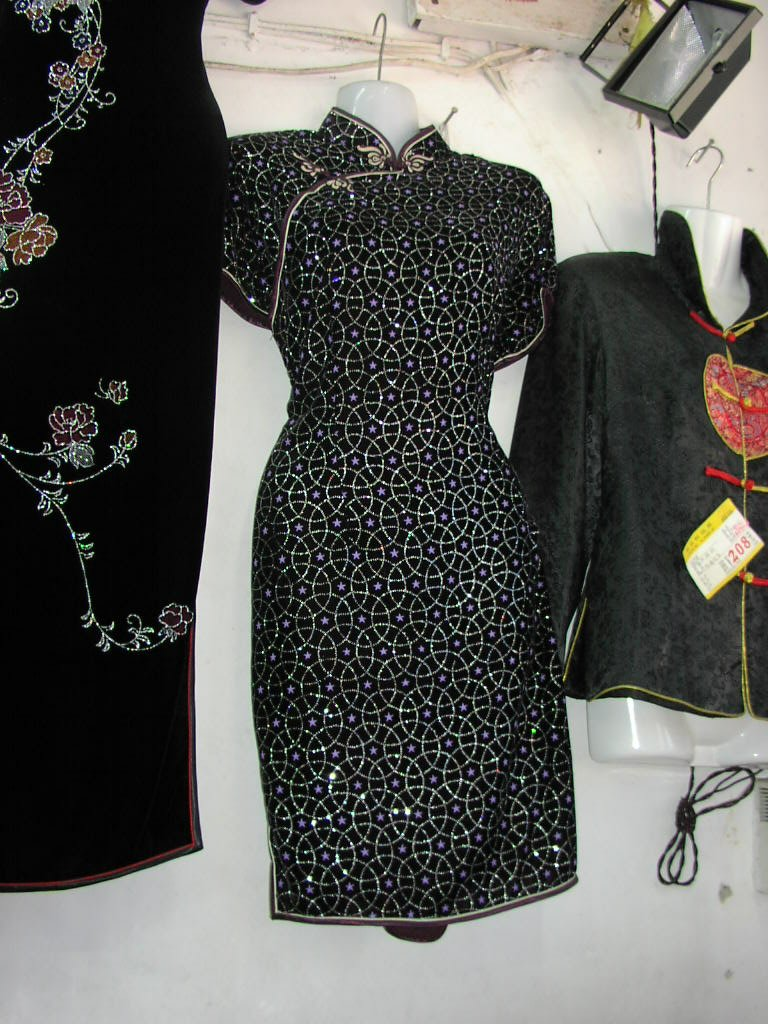
Áo Xường Xám kiểu tân thời

Bắt đầu từ những năm hai mươi, xường xám xuất hiện dần dần trên đường phố Thượng Hải. Từ đó, lan sang Tô Châu, Dương Châu. Khi ngành thương nghiệp Thượng Hải Hoa Dương mở cửa, tập hợp đông đủ ngành nghề, đô thị phồn vinh hơn bao giờ hết nhất là khi có sự góp mặt của nhiều người nước ngoài.
Do ảnh hưởng bởi luồng văn hoá quốc tế, phụ nữ Thượng Hải mạnh dạn hơn khi từ bỏ kiểu cách cũ. Trên nền trang phục của Mãn Thanh kết hợp với yếu tố trang phục nữ Tây Phương, cải tiến một chút, bỗng chốc chuyển mình là trang phục vừa đặc trưng cho vẻ đẹp nữ tính Đông Phương lại phảng phất hơi thở mới mang dấu ấn thời thượng. Sự phân tầng sâu sắc trong xã hội Trung Quốc cũng đem lại cho xường xám nhiều cơ hội tốt. Dần dần, sườn xám trở thành một trang phục riêng, khác hẳn với kì bào Mãn Thanh nguyên thủy.
Khẩu hiệu giải phóng phụ nữ trên mọi lĩnh vực trong đó có việc tự giải phóng bản thân được phụ nữ Phương Tây phát động, thêm chút nhu cầu làm đẹp hết sức tự nhiên mà phụ nữ thông qua trang phục này thể hiện nét đẹp cơ thể một cách thoải mái. Trong lợi ích của thời đại thương nghiệp, hàng loạt các xưởng dệt, nhà may đã ra đời. Thêm vào đó là sự phát triển và thăng hoa của rất nhiều ngành nghề mới như điện ảnh, quảng cáo, lăng xê… mà xường xám lại một lần nữa như được "thổi bùng ngọn lửa" phát triển.
Và chưa đầy mười năm sau xường xám đã thế chỗ hoàn toàn các y phục khác, trở thành trang phục chủ yếu của phụ nữ Trung Quốc. Sau khi đã trở nên phổ cập, kiểu dáng áo dài ngày càng có nhiều đổi mới: áo váy rời nhau lúc thì cổ cao, khi lại cổ thấp, ống tay lúc này hẹp, khi khác lại loe, vạt áo dài, ngắn tùy người, váy xẻ cao hay thấp do ý thích. Vào thời kì thăng hoa khởi sắc đó có rất nhiều mĩ nhân nổi tiếng đều rất quan tâm đến chúng như: Tống Mĩ Linh, Lâm Huy Âm, Hồ Điệp, Nguyễn Linh Ngọc, Trương Ái Linh… Khác với kỳ bào truyền thống, sườn xám không mặc chung với quần.
Không biết là xường xám đã "tạo" nên thế hệ mĩ nhân hay thời đại mĩ nhân tồn tại là để làm đẹp cho xường xám, nhưng từ đó xường xám là trang phục không thể thiếu trên các sàn diễn nghệ thuật hay biểu hiện vĩnh cửu cho phụ nữ Trung Quốc.

## Vai trò và ý nghĩa

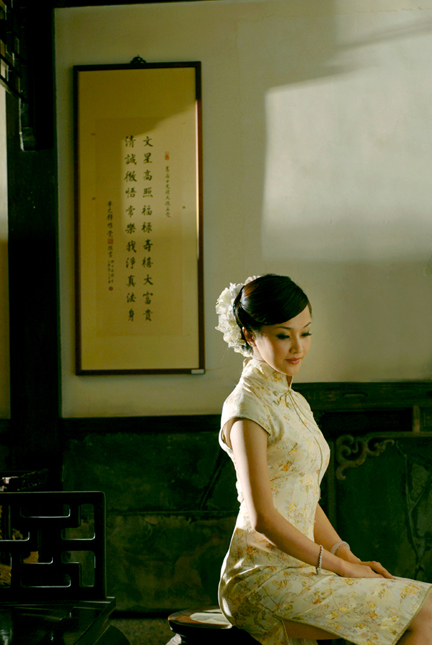
Cô gái mặc áo xường xám

Sự thịnh hành của xường xám không phải là ngẫu nhiên mà do nhiều nhân tố khách quan như lịch sử, văn hóa ở trên và chủ quan ngay trong bản thân trang phục. Áo dài là một thể thống nhất trong mâu thuẫn. Nó được cắt giảm ôm sát thân, tôn thờ đường cong tự nhiên vốn có của cơ thể để lộ kín đáo thân hình uyển chuyển và vòng eo thon nhỏ của người đẹp Phương Đông. Mà cách thể hiện này lại vô cùng phù hợp với cách biểu đạt tế nhị, nhã nhặn của phụ nữ Đông Phương về vẻ đẹp hình thể.
Loại váy áo liền thân là tiêu biểu cho mĩ nhân Trung Quốc với đôi tay dài dưới bờ vai tròn. Chất liệu áo may bằng tơ lụa nhấn bởi một đường chỉ nổi dài, như nụ cười hay nét mặt của thiên sứ. Các họa tiết như vòng xoáy liên hoàn của khuy áo mang đậm bản sắc Trung Quốc hay các đường viền tay, gấu, tà áo cũng làm nổi bật phong cách cho người mặc.
Mật mã mĩ học chính là cái cách mà áo dài thể hiện giữa "ẩn" và "hiện", "sắc" và "giới", "mâu thuẫn" và "hoà hợp" được người thời nay gọi là "cảm tính theo cách Trung Quốc". Nó cấu thành từ quan điểm mĩ học mới đặc trưng của thời đại, đồng thời là tiền đề đại diện cho văn hoá Trung Quốc thế kỉ XX.
Chiếc áo dài ngày nay đã thoát ra khỏi bóng dáng của chiếc áo thời Mãn. Giá trị của chúng không chỉ ở bản thân kiểu dáng trang phục mà còn dung hòa tương trợ giữa quan điểm mĩ học hiện hành Phương Tây, và lối thiết kế dân tộc truyền thống Trung Hoa. Nó thể hiện sự thống nhất hoàn mĩ giữa tính dân tộc và thế giới. Hơn nữa còn ý nghĩa nhất định đối với việc khai thác và tìm hiểu văn hoá truyền thống dân tộc cổ kim của Trung Hoa.